# Аничети-Пјанебеле (Верчели)
Аничети-Пјанебеле је насеље у Италији у округу Верчели, региону Пијемонт.
Према процени из 2011. у насељу је живело 71 становника. Насеље се налази на надморској висини од 485 м.